# Kanton Sauveterre-de-Béarn
Sauveterre-de-Béarn is een voormalig kanton van het Franse departement Pyrénées-Atlantiques. Het kanton maakte deel uit van het arrondissement Oloron-Sainte-Marie. Het werd opgeheven bij decreet van 25 februari 2014, met uitwerking op 22 maart 2015. Alle gemeenten werden opgenomen in het nieuw gevormde kanton Orthez et Terres des Gaves et du Sel.

## Gemeenten
Het kanton Sauveterre-de-Béarn omvatte de volgende gemeenten:
- Abitain
- Andrein
- Athos-Aspis
- Autevielle-Saint-Martin-Bideren
- Barraute-Camu
- Burgaronne
- Castetbon
- Espiute
- Guinarthe-Parenties
- L'Hôpital-d'Orion
- Laàs
- Montfort
- Narp
- Oraàs
- Orion
- Orriule
- Ossenx
- Saint-Gladie-Arrive-Munein
- Sauveterre-de-Béarn (hoofdplaats)
- Tabaille-Usquain